# Simon Jeppsson
Simon Jeppsson (ur. 15 lipca 1995 w Lund) – szwedzki piłkarz ręczny, lewy rozgrywający, od 2017 zawodnik SG Flensburg-Handewitt.
Reprezentant Szwecji, srebrny medalista mistrzostw Europy w Chorwacji (2018).

## Kariera sportowa
Wychowanek Lugi Handboll, w którym trenował od 2005, a w pierwszym zespole zadebiutował w 2012. W sezonie 2015/2016 rozegrał w szwedzkiej ekstraklasie 32 mecze i zdobył 142 gole. W sezonie 2016/2017, w którym wystąpił w 35 spotkaniach i rzucił 237 bramek, został królem strzelców ligi szwedzkiej. W 2017 przeszedł do niemieckiego SG Flensburg-Handewitt. W sezonie 2017/2018, w którym rozegrał w Bundeslidze 31 meczów i zdobył 34 gole, wywalczył mistrzostwo Niemiec. Ponadto w sezonie 2017/2018 wystąpił w 17 spotkaniach Ligi Mistrzów, w których rzucił 31 bramek.
W 2013 uczestniczył w mistrzostwach świata U-19 na Węgrzech, w których rzucił 15 bramek w dziewięciu meczach. W 2015 wystąpił w mistrzostwach świata U-21 w Brazylii, podczas których zdobył 24 gole i miał 13 asyst.
W reprezentacji Szwecji zadebiutował 3 listopada 2016 w spotkaniu z Czarnogórą (36:21), w którym zdobył dwa gole. W 2017 uczestniczył w mistrzostwach świata we Francji, podczas których rozegrał siedem meczów i rzucił 10 bramek. W 2018 zdobył srebrny medal mistrzostw Europy w Chorwacji, w których rozegrał siedem spotkań i rzucił 22 gole.

## Sukcesy
SG Flensburg-Handewitt
- Mistrzostwo Niemiec: 2017/2018[1]

Reprezentacja Szwecji
- 2. miejsce w mistrzostwach Europy: 2018

Indywidualne
- Król strzelców szwedzkiej ekstraklasy: 2016/2017 (237 bramek; Lugi Handboll)[3]